# Júnior (ur. 1954)
Júnior, właśc. Leovegildo Lins da Gama Júnior (ur. 29 czerwca 1954 w João Pessoa) – brazylijski piłkarz. Grał na mistrzostwach świata w 1982 roku i na mistrzostwach w 1986 roku. W swojej karierze występował w takich klubach jak: CR Flamengo z Rio de Janeiro (1974–1984), Torino Calcio (1984–1987), Delfino Pescara 1936 (1987–1989) oraz ponownie Flamengo (1989–1993). Pięciokrotny mistrz świata w piłce plażowej.